# 929 Algunde
929 Algunde este un asteroid din centura principală, descoperit pe 10 martie 1920, de Karl Reinmuth.